# Кислівка (Білоцерківський район)
Кислі́вка — село в Україні, у Таращанській міській громаді Білоцерківського району Київської області. Населення становить 382 осіб.

## Історія
Засноване в XVII столітті, назва села походить від назви місцевої річки. Вперше село Кислівка разом із сусіднім селом Буда згадуються в універсалі гетьмана Івана Скоропадського 1709 року як володіння Києво-Софіївської метрополичої кафедри.
Село постраждало від колективізації та Голодомору — геноциду радянського уряду проти української нації. У 1928 році села Кислівка і Буда стали одними із перших сіл, де пройшла суцільна колективізація. У селі було організовано артіль «Пролетар» на чолі з Халамейдою Кіндратом. У 1932 році кислівський колгосп був перейменований на ім. Сталіна.
До першої артілі в Кислівці долучилося 9 сімей. Пізніше, коли господарства об'єдналися в колгоспи, головою став Пустовіт Д. М.
Запопадливе вигрібання восени та на початку зими 1932 року місцевими активістами усіх продовольчих запасів в рахунок державних поставок обернулось страшним лихом для селян. Якщо у 1932 році, також не зовсім благополучному для хліборобів Кислівки, померло 25 жителів села, то у 1933 році від голоду померло 129 мешканців села.
На місці масових поховань на кладовищі встановлено у 1995 році дерев'яний хрест.